# Westbeach Recorders
Westbeach Recorders — студия звукозаписи в Голливуде, Лос-Анджелес, штат Калифорния, работающая со многими известными панк-группами (Bad Religion, Blink-182, NOFX, Rancid, The Offspring, Pennywise). Основана в 1985 году гитаристом группы Bad Religion Бреттом Гуревицем. В 1988 году Донелл Кемерон стал партнером Гуревица и в данный момент он совмещает работу владельца и инженера студии.

## Список клиентов
- Avenged Sevenfold
- Bad Religion
- Blink-182
- Creedle
- Dag Nasty
- Face to Face
- Guttermouth
- Jughead's Revenge
- Lagwagon
- Less Than Jake
- L7
- Millencolin
- NOFX
- The Offspring
- Parley
- Pennywise
- Propagandhi
- Rancid
- Rocket from the Crypt
- Rx Bandits
- Strung Out
- Sublime
- Ten Foot Pole
- Voodoo Glow Skulls